# Notti d'agosto/Nun t'allargà
Notti d'agosto/Nun t'allargà è un singolo di Loretta Goggi, pubblicato nel 1980.
Scritto da Franco Califano e Totò Savio, racconta un'intensa ma fugace passione di una vacanza estiva. La canzone è cantata in italiano con alcune digressioni in dialetto romanesco.. Il singolo ebbe grande successo, tanto da raggiungere la sesta posizione dei singoli più venduti..
Il brano era già stato inciso dallo stesso autore nel 1975, ed incluso nell'album Secondo me, l'amore....
Il lato B del disco contiene Nun t'allargà, altro brano con digressioni in romanesco, scritto da Paolo Amerigo Cassella e Totò Savio, farà parte l'anno seguente, dell'LP Il mio prossimo amore.

## Tracce
Lato A
1. Notti d'agosto – 4:13 (Franco Califano-Totò Savio)

Durata totale: 4:13
Lato B
1. Nun t'allargà – 4:02 (Paolo Amerigo Cassella-Totò Savio)

Durata totale: 4:02